# Ренн (округ)
Округ Ренн (фр. Arrondissement de Rennes) — округ у Франції, в департаменті Іль і Вілен. 2023 року округ об'єднував 109 муніципалітетів, населення становило 626 988 осіб.
Адміністративний центр (супрефектура) — Ренн.

## Муніципалітети
Список муніципалітетів округу та їхні коди INSEE:
1. Андує-Невіль (35003)
2. Асіньє (35001)
3. Беде (35023)
4. Беттон (35024)
5. Бешерель (35022)
6. Блерюе (35026)
7. Бреаль-су-Монфор (35037)
8. Бресе (35039)
9. Бретей (35040)
10. Брю (35047)
11. Буажервіллі (35027)
12. Бургбарре (35032)
13. Везен-ле-Коке (35353)
14. Верн-сюр-Сеш (35352)
15. В'є-Ві-сюр-Куенон (35355)
16. Віньок (35356)
17. Гаар (35118)
18. Гаель (35117)
19. Гіпель (35128)
20. Гоне (35121)
21. Домлу (35099)
22. Дурден (35101)
23. Ерсе-пре-Ліффре (35107)
24. Жевезе (35120)
25. Іродуер (35135)
26. Іффандік (35133)
27. Кедіяк (35234)
28. Кле (35081)
29. Кор-Ню (35088)
30. Ла-Буексьєр (35031)
31. Ла-Мезьєр (35177)
32. Ла-Нуе (35203)
33. Ла-Шапель-Шоссе (35058)
34. Ла-Шапель-де-Фужере (35059)
35. Ла-Шапель-дю-Лу-дю-Лак (35060)
36. Ла-Шапель-Туаро (35065)
37. Лає (35139)
38. Ланган (35144)
39. Лангуе (35146)
40. Ландюжан (35143)
41. Ле-Верже (35351)
42. Ле-Круе (35091)
43. Ле-Ре (35240)
44. Л'Ермітаж (35131)
45. Лівре-сюр-Шанжон (35154)
46. Ліффре (35152)
47. Максан (35169)
48. Медреак (35171)
49. Мезьєр-сюр-Куенон (35178)
50. Мелесс (35173)
51. Міньяк-су-Бешерель (35180)
52. Монжермон (35189)
53. Монтерфій (35187)
54. Монтобан-де-Бретань (35184)
55. Монтрей-ле-Га (35193)
56. Монтрей-сюр-Іль (35195)
57. Монфор-сюр-Ме (35188)
58. Мордель (35196)
59. Муазе (35197)
60. Мюель (35201)
61. Нуаяль-сюр-Вілен (35207)
62. Нуаяль-Шатійон-сюр-Сеш (35206)
63. Нувуату (35204)
64. Обіньє (35007)
65. Оржер (35208)
66. Партене-де-Бретань (35216)
67. Пасе (35210)
68. Пемпон (35211)
69. Піре-Шансе (35220)
70. Плелан-ле-Гран (35223)
71. Племелек (35227)
72. Пон-Пеан (35363)
73. Ренн (35238)
74. Роміє (35245)
75. Сан-де-Бретань (35326)
76. Сен-Гондран (35276)
77. Сен-Гонле (35277)
78. Сен-Грегуар (35278)
79. Сен-Жак-де-ла-Ланд (35281)
80. Сен-Жермен-сюр-Іль (35274)
81. Сен-Жиль (35275)
82. Сен-Малон-сюр-Мель (35290)
83. Сен-Меан-ле-Гран (35297)
84. Сен-Медар-сюр-Іль (35296)
85. Сен-Моган (35295)
86. Сен-Перан (35305)
87. Сен-Перн (35307)
88. Сен-Семфор'ян (35317)
89. Сен-Сюльпіс-ла-Форе (35315)
90. Сен-Тюр'яль (35319)
91. Сент-Армель (35250)
92. Сент-Ерблон (35266)
93. Сент-Обен-д'Обіньє (35251)
94. Сент-Обен-дю-Корм'є (35253)
95. Сент-Онан-ла-Шапель (35302)
96. Сент-Юньяк (35320)
97. Сентре (35080)
98. Сервон-сюр-Вілен (35327)
99. Сессон-Севіньє (35051)
100. Талансак (35331)
101. Ториньє-Фуяр (35334)
102. Треффандель (35340)
103. Фен (35110)
104. Шавань (35076)
105. Шане-сюр-Ілле (35067)
106. Шантпі (35055)
107. Шартр-де-Бретань (35066)
108. Шатожирон (35069)
109. Шевеньє (35079)